# Bârca
Bârca es una comuna ubicada en el distrito de Dolj, Rumania.

## Superficie
Posee una superficie de 88,97 kilómetros cuadrados.

## Demografía
Hasta 2021 la población era de 3720 habitantes, con una densidad de población de 41,81 habitantes por kilómetro cuadrado.